# Andy González (Leichtathlet)
Andy González Núñez (* 17. Oktober 1987 in Havanna) ist ein kubanischer Mittelstreckenläufer, der sich auf die 800-Meter-Distanz spezialisiert hat.
2006 siegte er bei den Zentralamerika- und Karibikspielen. 2008 wurde er Zentralamerika- und Karibikmeister und schied bei den Olympischen Spielen in Peking im Vorlauf aus. 
2011 wurde er erneut Zentralamerika- und Karibikmeister und siegte bei den Panamerikanischen Spielen in Guadalajara.

## Persönliche Bestzeiten
- 800 m: 1:45,3 min, 13. März 2008, Havanna
- 1500 m: 3:40,94 min, 21. Mai 2010, Havanna